# Temple University
Temple University – amerykańska uczelnia publiczna, z siedzibą w Filadelfii w stanie Pensylwania, założona w 1884 roku przez pastora baptystycznego, filantropa, prawnika i pisarza Russella Conwella (1843–1925). Temple University, 26. co do wielkości uniwersytet w Stanach Zjednoczonych, kształci ok. 37 tys. studentów i zatrudnia ponad 3 tys. pracowników naukowych.

## Jednostki organizacyjne uczelni
Temple University składa się z następujących jednostek organizacyjnych:
- Temple University School of Environmental Design
- Tyler School of Art
- Fox School of Business at Temple University
- The Maurice H. Kornberg School of Dentistry
- Temple University College of Education
- Temple University College of Engineering
- College of Health Professions and Social Work
- Temple University Beasley School of Law
- Temple University College of Liberal Arts
- Temple University School of Medicine
- Boyer College of Music and Dance
- Temple University School of Pharmacy
- Temple University School of Podiatric Medicine
- Temple University College of Science and Technology
- Temple University School of Tourism and Hospitality Management
- Temple University School of Communications and Theater

## Linki zewnętrzne

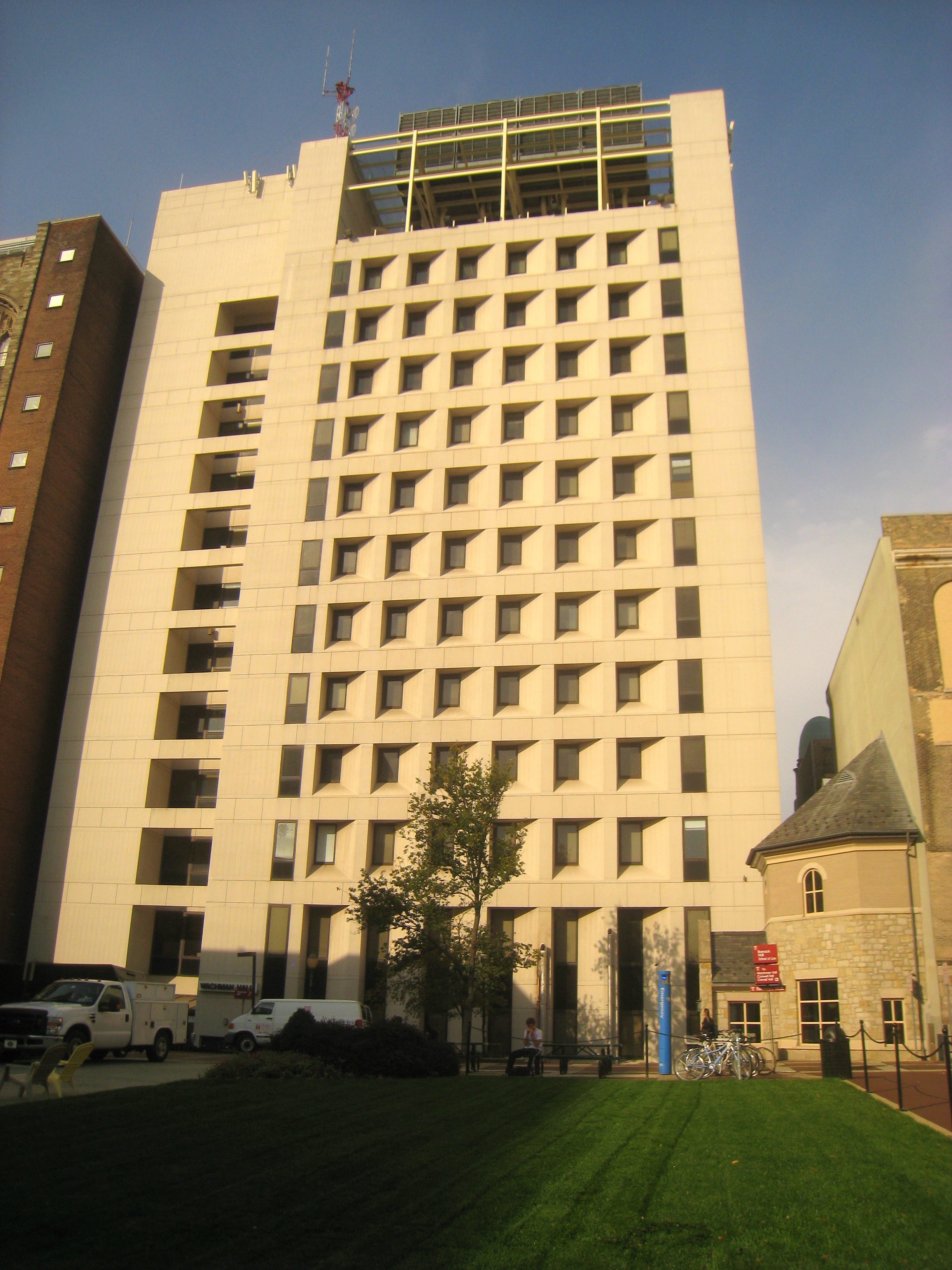
Wachman Hall na terenie kampusu Temple University (2010)